# La Dernière Victime
Pour plus de détails, voir Fiche technique et Distribution.
La Dernière Victime (Последняя жертва) est un film soviétique réalisé par Piotr Todorovski, sorti en 1975,. C'est l'adaptation de la pièce éponyme d'Alexandre Ostrovski.

## Fiche technique
- Titre : La Dernière Victime
- Réalisation : Piotr Todorovski
- Scénario : Piotr Todorovski, Vladimir Zouïev
- Photographie : Leonid Kalachnikov
- Musique : Isaak Schwarz
- Décors : Guennadi Miasnikov
- Production : Mosfilm
- Pays : URSS
- Genre : drame
- Durée : 103 minutes
- Sortie : 1975

## Distribution
- Margarita Volodina : Ioulia Touguina
- Oleg Strijenov : Vadim Doulchine
- Mikhaïl Glouzski : Flor Pribytkov
- Leonid Kouravliov : Lavr Mironytch
- Olga Naoumenko : Irina Pribytkova
- Vladimir Kenigson : Salaï Saltanych
- Valeri Filatov : Luca Dergachev
- Maria Vinogradova : Mikheevna
- Pavel Vinnik : Kislovski
- Lionella Pyrieva : Comtesse
- Roman Khomiatov : Alexeï Mirovitch
- Olga Gobzeva : modiste française
- Piotr Arjanov : Prince Bartimiev
- Lidya Savtchenko : Pivokourova
- Serguei Kourilov : banquier
- Viktor Proskourine : hussard